# Triora
Triora é uma comuna italiana da região da Ligúria, província de Impéria, com cerca de 408 habitantes. Estende-se por uma área de 68 km², tendo uma densidade populacional de 6 hab/km². Faz fronteira com Briga Alta (CN), Castelvittorio, La Brigue (FR-06), Mendatica, Molini di Triora, Montegrosso Pian Latte, Pigna, Saorge (FR-06).
Faz parte da rede das Aldeias mais bonitas de Itália.

## Demografia
| Variação demográfica do município entre 1861 e 2011                               |
|                                                                                   |
| Fonte: Istituto Nazionale di Statistica (ISTAT) - Elaboração gráfica da Wikipedia |

## Cidades-irmãs
- La Brigue, França (2006)